# Spendee
Spendee je mobilní aplikace na správu osobních a rodinných financí. Interaktivní grafy a infografiky přehledně zobrazují vstupní a výstupní finanční toky. Na začátku roku 2020 má aplikace přes 2 miliony registrovaných uživatelů z víc než 170 zemí. 

## Popis aplikace
Přehled základních funkcí:
- propojení s bankovním účtem – transakce se do aplikace zaznamenají a přiřadí do správných kategorií automaticky
- hotovostní transakce se evidují manuálně
- data se synchronizují v reálném čase a to na všech Android a iOS zařízeních uživatele
- aplikace je zabezpečena protí ztrátě dat uživatele
- možnost vytvořit víc peněženek na různé účely (účty v bance, hotovostní platby, kreditní karty)
- sdílené peněženky: každou peněženku je možné zpřístupnit členům rodiny, přátelům atd. na společnou evidenci a sledování financí
- různé typy pohledů na výdaje a příjmy – podle zadávajících, druhu transakcí, místa provedení atd.
- chytré notifikace informují o všem, co se děje s financemi uživatele.

### Spendee Premium
Většina funkcí je zdarma, náročnější uživatele za asi 2 eura měsíčně mohou využít placenou službu Spendee Premium, která nabízí:
- nekonečné množství peněženek a rozpočtů
- sdílení peněženek víc uživateli
- napojení platebních bankovních účtů

## Úspěchy aplikace
Spendee je i název společnosti založené v březnu 2017, která aplikaci vyvíjí, původně vznikla ve vývojářském studiu Cleevio s.r.o. v roce 2013.
V roce 2017 společnost Google zařadila Spendee mezi 33 nadějných firem světa a vybrala ho do svého programu na podporu inovativních firem Launchpad Accelerator. Pozvání do fintech inovačního centra WeXelerate ve Vídni dostala firma Spendee v listopadu 2017. Další úspěchy:
- vítěz Mobile UX Awards 2017
- vítěz Startup roku 2017 v ČR
- účast ve finálovém výběru na Křišťálovou Lupu 2017 v globálních CZ projektech
- 3. místo v kategorii Fintech v Zlatá koruna 2018
- 1. místo v kategorii Fintech v Zlatá koruna 2019
- vítěz národního i regionálního kola CESA Awards v kategorii Fintech 2019